# Habropogon similimus
Habropogon similimus är en tvåvingeart som beskrevs av Oskar Theodor 1980. Habropogon similimus ingår i släktet Habropogon och familjen rovflugor. Inga underarter finns listade i Catalogue of Life.